# Decatur City
Decatur City és una població dels Estats Units a l'estat d'Iowa. Segons el cens del 2000 tenia 199 habitants.

## Demografia
Segons el cens del 2000, Decatur City tenia 199 habitants, 92 habitatges, i 50 famílies. La densitat de població era de 197 habitants per km².
Dels 92 habitatges en un 26,1% hi vivien nens de menys de 18 anys, en un 48,9% hi vivien parelles casades, en un 6,5% dones solteres, i en un 44,6% no eren unitats familiars. En el 41,3% dels habitatges hi vivien persones soles el 19,6% de les quals corresponia a persones de 65 anys o més que vivien soles. El nombre mitjà de persones vivint en cada habitatge era de 2,16 i el nombre mitjà de persones que vivien en cada família era de 2,98.
Per edats la població es repartia de la següent manera: un 26,1% tenia menys de 18 anys, un 6,5% entre 18 i 24, un 29,6% entre 25 i 44, un 26,1% de 45 a 60 i un 11,6% 65 anys o més.
L'edat mediana era de 37 anys. Per cada 100 dones de 18 o més anys hi havia 93,4 homes.
La renda mediana per habitatge era de 21.250 $ i la renda mediana per família de 27.917 $. Els homes tenien una renda mediana de 22.000 $ mentre que les dones 16.250 $. La renda per capita de la població era de 14.394 $. Entorn del 15,4% de les famílies i el 26,3% de la població estaven per davall del llindar de pobresa.

## Poblacions més properes
El següent diagrama mostra les poblacions més properes.